# Anarchists Against the Wall

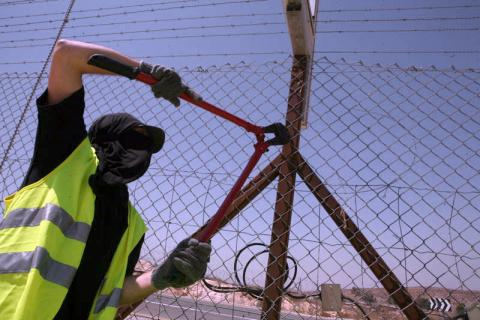
Ativista israelense da organização Anarquistas Contra o Muro (em inglês, Anarchists Against The Wall) desmantela parte da cerca conhecida como "Barreira da Vergonha" construída pelo governo israelense com a intenção de isolar um território em litígio da vila palestina de Beit Mirsim

Anarchists Against the Wall, abreviado como AATW ou AAWALLS, em português Anarquistas Contra o Muro, também chamado de "Anarquistas Contra a Cerca" ou "Judeus Contra a Barreira". É uma pequena organização israelense composta por anarquistas e anti-autoritários que se opõem à construção da barreira israelense na Faixa de Gaza e na Cisjordânia, chamado por seus detratores de Muro da Vergonha. O grupo define-se através da resistência não-violenta de desobediência civil e ação direta.
A AAW considera a Segunda Intifada como uma luta pelos direitos humanos, descrevendo a barreira como "uma das maiores ameaças que a população palestina tem experimentado ao longo do último século… que é tornar a vida tão ruim para o povo palestino que terão apenas uma opção: sair."

## Filosofia
O grupo questiona a barreira como um "muro do apartheid" e argumenta que seu único objetivo é o confisco das terras, a ocupação colonizadora e, finalmente, a separação dos territórios palestinianos. Organizam ações não-violentas contra a construção da barreira e enfatizam suas ações diretas nos territórios palestinos, realizadas sob a direção das comunidades locais. Os Anarquistas Contra o Muro se opoem à ocupação da Autoridade Nacional Palestina e também se recusam a cooperar ativamente com as forças violentas do movimento de independência palestina, e vistos como os anarquistas se opõem visivelmente ao nacionalismo, o fundamentalismo religioso e as razões de Estado. Além disso, salientam que não são um grupo homogêneo, mas um conjunto de indivíduos, em acordo com diferentes pontos de vista. Cada apresentação está sujeita a esta limitação, portanto, não há manifesto único.
Além de suas ações solidárias procuram difundir ideias libertárias entre os simpatizantes, os judeus, palestinos e as pessoas que entram em contato com eles.
Não necessariamente todos os seus membros se descrevem como anarquistas, mas normalmente eles são objetores da consciência, ou anti-militares. Embora a AATW não preveja a adesão oficial à organização, afirmam ter cerca de uma centena de membros ativos fixos que são coordenados com os árabes palestinos e grupos judaico-israelenses como o Movimento de Solidariedade Internacional.

## História
Os Anarquistas Contra o Muro surgiram no decurso de um acampamento de protesto de Mas'ha por parte de ativistas israelenses. Eles se formaram em Abril de 2003 na aldeia cisjordânia de Mas'ha, onde ativistas se uniram para criar um acampamento de protesto. O acampamento durou 4 meses, tempo em que foi visitado por estrangeiros e israelenses. AATW começou a coordenar a ação anti-muro em Salém, Anin, e Zabube.
A partir desse momento, a atividade de Anarquistas Contra o Muro se intensifica com manifestações quase diárias em áreas da cidade de Tel Aviv, Israel, também com a concentração de algumas dezenas de israelenses em diferentes áreas da margem ocidental, nomeadamente nas aldeias de Bil'in (onde eles conseguiram mudar o rumo da cerca), oeste de Ramallah, Al-Ma'asara e Ertas, ao sul de Belém e Beit Ummar, ao norte de Hebron. Esta mobilização é considerada importante pelos anarquistas, como o exército israelense confessa modificar suas diretrizes, quando suspeita de algum israelense em uma manifestação.

## Formas de Ação

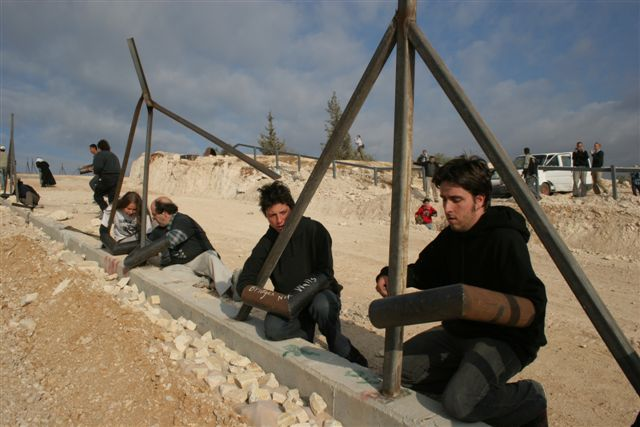
Ação da AATW

Até a data, os Anarquistas Contra o Muro usam um número de diferentes formas de ação para conseguir atenção. Eles estão freqüentemente envolvidos em manifestações locais palestinas. Além disso, a construção de resistência têm sido muitas vezes através de bloqueios ou cortes de segmentos da cerca.  Em 26 de dezembro de 2003, no decurso de uma manifestação da AATW, perto da aldeia de Mas'ha, as Forças de Defesa de Israel atiraram e feriram Na'amati Gil, um anarquista e ex-membro da brigada de pára-quedistas do Exército. Os tiros foram disparados depois que manifestantes bloquearam uma parte da barreira, fazendo uma protesto simbólico, os soldados não foram avisados que eram para disparar suas armas. Em agosto de 2004, em cooperação com os palestinos residentes da Cisjordânia, os membros da AAW romperam a barreira durante uma marcha em Jenin para Jerusalém.
Em fevereiro de 2006, Matan Cohen, um jovem participante da AATW, foi baleado com balas de borracha por soldados israelenses durante uma manifestação na aldeia de Beit Sira após ser jogado pedras contra as forças de segurança, ferindo três soldados e oficiais polícia de fronteiras e um policial foi levado ao hospital. Cohen, ferido no olho esquerdo, disse a repórteres: "O que eu sinto é que o sangue dos ativistas de esquerda e os palestinos é barato." Meses antes, um soldado israelense perdeu seu olho esquerdo em protestos similares depois que recebeu uma pedrada por manifestantes.
Durante a Guerra do Líbano de 2006, cerca de 40 membros da AATW se manifestaram em frente do quartel do Exército israelense militar, onde eles foram atacados por soldados, agredidos e detidos 12 ativistas. Em agosto, em meio a segunda guerra de Israel no Líbano, marcou o prejuízo muito mais grave para um ativista israelense. Durante uma manifestação contra a parede em Bil'in, um agente da polícia de fronteira israelense disparou no advogado Limor Goldstein, na cabeça, com uma bala de aço revestido com borracha, a uma distância de 10 a 20 metros. Disparar balas de borracha a uma curta distância está proibido e as provas de vídeo indicam que o tiroteio foi provocação. Com os oficiais de polícia da fronteira na cena de recusar a fornecer o tratamento médico de sua lesão, ou permitir que outros a tratá-lo adequadamente, levou duas horas para completar a evacuação.
Em 3 de fevereiro de 2007 foram às principais ruas de Tel Aviv, e cercaram-nas com arame farpado. Durante o ano de 2008 alguns de seus ativistas foram presos e denunciados por parte das autoridades israelenses por suas ações em solidariedade com os palestinos.
Durante o conflito na Faixa de Gaza de 2008-2009 em dezembro e janeiro dos respectivos anos, se solidarizaram ativamente com os civis palestinos, sendo detidos alguns de seus ativistas durante uma manifestação no aeroporto militar de Tel Aviv.